# Linger (localité)
Pour les articles homonymes, voir Linger.
Linger (luxembourgeois : Lénger) est une section de la commune luxembourgeoise de Käerjeng située dans le canton de Capellen.
Elle compte environ 600 habitants et se trouve près du Laamerbierg.

## Histoire
Avant le 1er janvier 2012, Linger faisait partie de la commune de Bascharage qui fut dissoute lors de la création de la commune de Käerjeng.